# Héctor Yuste
Héctor Yuste Cantón (Cartagena, 12 gennaio 1988) è un calciatore spagnolo, di ruolo difensore.

## Palmarès

### Club

#### Competizioni nazionali
- Coppa di Cipro: 1

Omonia: 2022-2023
- Supercoppa di Cipro: 1

Apollōn Limassol: 2017
- Durand Cup: 1

Mohun Bagan SG: 2023
- ISL Shield: 1

Mohun Bagan SG: 2023-2024